# Josef Wellstein
Josef Wellstein (* 17. Oktober 1869 in Wetzlar; † 24. Juni 1919 ebenda) war ein deutscher Mathematiker.

## Leben
Wellstein war eines von zehn Kindern des Königlich Preußischen Garnisonsverwaltungsdirektors Joseph Wellstein. Er wurde 1894 an der Universität Straßburg bei Heinrich Weber promoviert (Über das Lindemannsche Übertragungsprinzip) und war dort ab 1895 Privatdozent. 1898 wurde er außerordentlicher Professor an der Universität Gießen und 1904 an der Universität Straßburg. Nachdem Elsaß-Lothringen nach dem Ersten Weltkrieg wieder an Frankreich gefallen war, wurde er ausgewiesen. Er starb kurz danach in seiner Heimatstadt Wetzlar.
Mit seinem Lehrer Weber verfasste er eine mehrbändige Enzyklopädie der Elementarmathematik.
Sein jüngerer Bruder Julius Wellstein (1888–1978) war Mathematikprofessor in Würzburg.

## Schriften
- mit Heinrich Weber: Encyklopädie der Elementar-Mathematik. Ein Handbuch für Lehrer und Studierende. 3 Bände, Leipzig, Teubner 1903, 1905, 1907, 5. Auflage 1934 (Band 1, Band 2, Band 3)

## Biographischer Eintrag
- Rudolf Vierhaus (Herausgeber): Deutsche Biographische Enzyklopädie, K. G. Saur 2008